# Trzęsów (województwo wielkopolskie)
Trzęsów – wieś w Polsce położona w województwie wielkopolskim, w powiecie kaliskim, w gminie Szczytniki.
Wieś duchowna Trzęsowo, własność arcybiskupstwa gnieźnieńskiego, pod koniec XVI wieku leżała w powiecie kaliskim województwa kaliskiego. W latach 1975–1998 miejscowość należała administracyjnie do województwa kaliskiego.